# Бочни марш
Бочни марш је врста марша који војне јединице изводе онда кад им пријети опасност од бочног напада. 
У зависности од тога да ли је ријеч о наступању или одступању, може бити наступно-бочни (наступни марш) и одступно-бочни (одступни марш). Први се врши при обиласку или паралелном гоњењу противника. Друга врста је честа појава при одступању.